# Marcel Răducanu
Marcel Răducanu (ur. 21 października 1954 roku w Bukareszcie), piłkarz rumuński, który grał dla Steaua Bukareszt, Borussii Dortmund oraz FC Zürich, a także dla reprezentacji Rumunii. Występował na pozycji ofensywnego pomocnika.

## Kariera
Trafił do Steaua Bukareszt w 1961 roku, w wieku 7 lat. W roku 1972 podpisał pierwszy profesjonalny kontrakt. Do 1981 zagrał w 229 spotkaniach ligowych, w których zdobył 94 bramki. W 1979 oraz 1980 był wybierany rumuńskim Piłkarzem Roku. Ze Steauą wywalczył dwa mistrzostwa Rumunii. W 1981 roku wyjechał do RFN, co w kraju potraktowano jak dezercję (był kapitanem armii rumuńskiej) i skazano go na 6-letnie więzienie w razie powrotu do Rumunii. W Niemczech podpisał jednocześnie dwa kontrakty - z Hannover 96 oraz Borussią Dortmund. UEFA skazała go na roczną dyskwalifikację, po której dołączył do drużyny z Dortmundu. Borussia zapłaciła drużynie z Hanoweru 500 tysięcy marek niemieckich. W Borussii zagrał w 167 spotkaniach zdobywając 31 bramek, by w 1988 roku trafić do szwajcarskiego FC Zürich. W 1990 roku zakończył karierę w wieku 36 lat.
W 1993 otrzymał licencję trenera, po ukończeniu szkoły trenerskiej w Kolonii. Od 1994 prowadzi własną szkółkę piłkarską w Dortmundzie.

## Reprezentacja
W reprezentacji Rumunii grał pomiędzy 1976 a 1981 rokiem. Wystąpił w 30 spotkaniach, zdobywając 3 bramki. Ponadto grał 8 spotkań w reprezentacji U-21 (4 bramki), 16 razy dla reprezentacji U-23 (1 bramka), dwukrotnie w reprezentacji olimpijskiej oraz raz w drugiej reprezentacji Rumunii. Reprezentował także barwy młodzieżowych reprezentacji U-16 oraz U-18 w których zagrał ponad 80 razy.